# Dave Herman
Dave Herman (Bryan, 3 de setembro de 1941 — Valhalla, 19 de outubro de 2022) foi um jogador profissional do futebol americano. Ele jogou colegialmente na Michigan State University. Passou toda a sua carreira profissional de 1964-1973 no New York Jets.

## Carreira
Dave Herman foi  do Super Bowl III jogando pelo New York Jets.